# Berry-Bouy
Berry-Bouy är en kommun i departementet Cher i regionen Centre-Val de Loire i de centrala delarna av Frankrike. Kommunen ligger  i kantonen Mehun-sur-Yèvre som tillhör arrondissementet Vierzon. År 2022 hade Berry-Bouy 1 171 invånare.

## Befolkningsutveckling
Antalet invånare i kommunen Berry-Bouy
Referens:INSEE